# SpellForce: The Order of Dawn
SpellForce: The Order of Dawn là trò chơi điện tử thể chiến lược thời gian thực kết hợp với nhập vai được phát triển bởi hãng Phenomic cho máy tính cá nhân. Trò chơi đã phát hành tại châu Âu vào ngày 16 tháng 12 năm 2003 và tại Bắc Mỹ vào ngày 11 tháng 2 năm 2004.
Trò chơi lấy bối cảnh tại một vương quốc kỳ ảo nơi mà con người, orc, elf, dwarf và troll chiến đấu với nhau để giành quyền cai trị. Nhưng một thế lực mới đã nổi lên đe dọa toàn bộ và người chơi sẽ vào vai một anh hùng được triệu tập từ hòn đá rune bởi một pháp sư hùng mạnh để liên kết các chủng tộc lại và ngăn chặn sự trỗi dậy này. Trò chơi giống các trò chơi thể loại chiến lược thời gian thật khác qua việc người chơi có thể ra lệnh điều khiển các đơn vị thu thập tài nguyên, xây dựng và chiến đấu nhưng SpellForce lại kết hợp thêm thể loại nhập vai qua việc có thể điều khiển nhân vật anh hùng mà mình chọn ở góc nhìn thứ hai cũng như sau mỗi lần chiến đấu thì kinh nghiệp sẽ tăng lên giúp cho việc chiến đấu trở nên dễ dàng hơn cũng như có thể triệu tập được những đơn vị mạnh mẽ hơn và có nhiều nhánh khác nhau để nâng cấp nhân vật, các trang bị cho nhân vật này cũng có thể thay đổi.
Trò chơi có hai bản mở rộng là SpellForce: The Breath of Winter phát hành năm 2004 và SpellForce: Shadow of the Phoenix phát hành năm 2005. Bản SpellForce: Platinum Edition phát hành sau đó tập hợp cả ba bản của trò chơi. Bản nối tiếp là SpellForce 2: Shadow Wars đã phát hành vào ngày 20 tháng 4 năm 2006.